# Велика мечеть (Алжир)
Велика мечеть (араб. الجامع الكبير) — мечеть в місті Алжир, побудована в 1097 за правління султана Алі ібн Юсуфа з династії Альморавідів. На честь нього названий один із мінаретів, створений пізніше — у 1324.
У 1840 на зовнішній стіні створена галерея.
Розташована у північно-східній частині міста, в історичному районі Касба недалеко від гавані. Раніше, мечеть була розташована на Де ла Мар. Після реконструкції вулиці мечеть стала розташовуватися між вулицею Ангкор та бульваром Ернесто Гевара.